# Puczniew (gmina)
Puczniew – dawna gmina wiejska istniejąca do 1954 roku w woj. łódzkim. Siedzibą władz gminy był Bełdów.
Za Królestwa Polskiego gmina należała do powiatu łodzińskiego (łódzkiego) w guberni piotrkowskiej.
W okresie międzywojennym gmina Puczniew należała do powiatu łódzkiego w woj. łódzkim. Była to najdalej na zachód wysunięta gmina powiatu. Po wojnie gmina zachowała przynależność administracyjną. Według stanu z 1 lipca 1952 roku gmina składała się z 12 gromad: Charbice Górne, Franciszków, Jerwonice, Kuciny, Madaje Nowe, Malanów, Mianów, Oleśnica, Puczniew, Sarnów, Szydłów i Wola Puczniewska.
Jednostka została zniesiona 29 września 1954 roku wraz z reformą wprowadzającą gromady w miejsce gmin. Po reaktywowaniu gmin z dniem 1 stycznia 1973 roku gminy Puczniew nie przywrócono, a jej dawny obszar wszedł głównie w skład gminy Lutomiersk w tymże powiecie i województwie.